# Stanovi (dystrykt Brczko)
Stanovi – wieś w Bośni i Hercegowinie, w dystrykcie Brczko. W 2013 roku liczyła 238 mieszkańców, z czego większość stanowili Serbowie.